# Francesco Toni
Francesco Toni (Pistoia, 9 aprile 1921 – Pistoia, 23 settembre 1991) è stato un politico italiano.
Esponente nel Partito Comunista Italiano, fu sindaco di Pistoia per due mandati, dal 1970 al 1976.
Fu eletto alla Camera alle elezioni del 1976 e a quelle del 1979, ottenendo, rispettivamente, oltre le 21.000 e le 16.000 preferenze.